# 음성경찰서
음성경찰서(陰城警察署, Eumseong Police Station)는 충청북도경찰청이 관할하는 경찰서 중 하나이다. 충청북도 음성군 일대를 관할한다. 충청북도 음성군 음성읍 중앙로 26에 위치하고 있다.
서장은 총경으로 보한다.

## 기본 정보
- 주소: 충청북도 음성군 음성읍 중앙로 26 음성경찰서
- 우편번호: 27706

## 관할 파출소 및 지구대
음성경찰서는 2개 지구대와 4개 파출소를 산하에 두고 있다.
| 명칭       | 사진 | 주소               | 관할구역               | 치안센터                  |
| ---------- | ---- | ------------------ | ---------------------- | ------------------------- |
| 설성지구대 |      | 음성읍 중앙로 181  | 음성읍, 소이면, 원남면 | 소이치안센터 원남치안센터 |
| 금왕지구대 |      | 금왕읍 금석로 74   | 금왕읍, 생극면         | 생극치안센터              |
| 맹동파출소 |      | 맹동면 대동로 33   | 맹동면                 |                           |
| 대소파출소 |      | 대소면 오산로 43   | 대소면                 |                           |
| 삼성파출소 |      | 삼성면 덕정로 111  | 삼성면                 |                           |
| 감곡파출소 |      | 감곡면 음성로 2652 | 감곡면                 |                           |